# Catawba (Carolina del Nord)
Catawba è una città degli Stati Uniti d'America situata nella Carolina del Nord, nella Contea di Catawba.